# Alfred Lot
Pour les articles homonymes, voir Lot.
Alfred Lot est un réalisateur français, né le 1er octobre 1964 à Paris.

## Filmographie

### Assistant réalisateur
- 1989 : Le Crime d'Antoine de Marc Rivière
- 1994 : Les Gens de la rizière de Rithy Panh
- 1994 : Le Jardin des plantes de Philippe de Broca (téléfilm)
- 1997 : Artemisia d'Agnès Merlet
- 2001 : Le Baiser mortel du dragon de Chris Nahon

### Directeur de production
- 2002 : Peau d'Ange de Vincent Pérez
- 2002 : Le Transporteur de Louis Leterrier et Corey Yuen
- 2003 : Fanfan la Tulipe de Gérard Krawczyk
- 2006 : Les Filles du botaniste de Dai Sijie

### Acteur
- 1999 : La Vie d'un autre de Patrice Martineau (téléfilm) : Alfred
- 2002 : Le Transporteur de Louis Leterrier et Corey Yuen : un policier

### Assistant producteur
- 1988 : Chouans ! de Philippe de Broca
- 1989 : Roselyne et les Lions de Jean-Jacques Beineix

### Producteur associé
- 2002 : Le Transporteur de Louis Leterrier et Corey Yuen

### Réalisateuretscénariste
- 2007 : La Chambre des morts
- 2009 : Une petite zone de turbulences
- 2017 : Le Secret de l'abbaye (TV)

## Distinctions
- 2008 : Prix Lumières du meilleur scénario pour La Chambre des morts